# ایناپ‌لی‌هویوغو (قره‌تاش)
ایناپ‌لی‌هویوغو (به ترکی استانبولی: İnnaplıhüyüğü) یک منطقهٔ مسکونی در ترکیه است که در قره‌تاش (شهر) واقع شده‌است.